# Arco Morisco
El Arco Morisco, también denominado Arco de la Amistad, fue un arco del triunfo instalado al inicio de la avenida Leguía (hoy avenida Arequipa) en Lima, Perú, realizado en estilo neoárabe, e inaugurado en 1924 y demolido en 1939.

## Descripción
El arco estaba ubicado en la primera cuadra de la avenida Leguía (hoy Avenida Arequipa), intersección con la avenida 28 de Julio, en el Barrio de Santa Beatriz; tenía una altura de 29 metros. Estaba hecho en cemento con decoraciones de mayólicas en forma de estrellas y medias lunas, así como dos minaretes.

## Historia

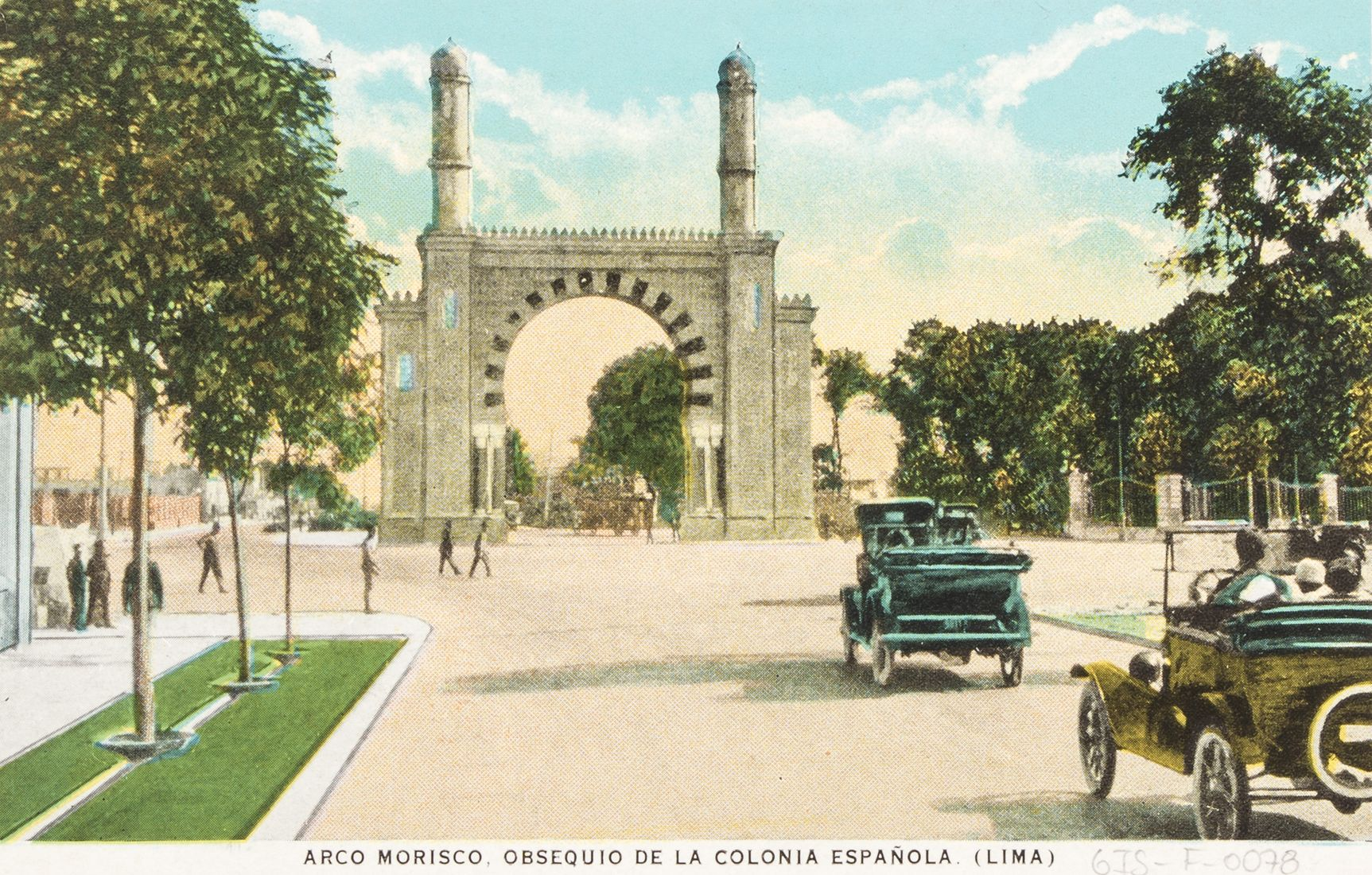
El Arco Morisco en una fotografía coloreada

En 1921, durante el Oncenio de Leguía se celebró el Centenario de la Independencia del Perú y muchas colonias de residentes extranjeros decidieron otorgar obsequios en forma de monumentos al Estado Peruano. El regalo de la colonia española fue "El Arco de la Amistad", una construcción de estilo morisco cuyo autor es desconocido. Los planos originales, depositados en Madrid, se perdieron debido a la Guerra civil española.
Su edificación empezó a construirse en 10 de julio de 1923, y fue entregado a la ciudad de Lima el 17 de julio de 1924. El acto de inauguración fue fastuoso, con la presencia del presidente Augusto B. Leguía, el alcalde de Lima Pedro Rada y Gamio, Gonzalo de Ojeda y Brooke, como representante del gobierno español, y Arias Carraseno en representación de la colonia española.
En 1938, el presidente Óscar R. Benavides y su ministro de Fomento, Héctor Boza, ordenaron la demolición del monumento, aludiendo problemas de tránsito que éste ocasionaba, y para ampliar la avenida Arequipa. La destrucción con dinamita al año siguiente, causó malestar en la colonia hispana, e incluso algunos interpretaron la orden de Benavides como un acto de venganza política contra el expresidente Leguía. 
A finales de 2015 la Asociación Nacional del Consejo Internacional de Monumentos y Sitios (ICOMOS) alertó de la destrucción de las zapatas de los restos del Arco por parte de la constructora brasileña OAS, que realizaba los trabajos de construcción de un paso a desnivel en la avenida 28 de Julio. La demanda interpuesta por Icomos alcanzaba también a la Municipalidad de Lima y al Ministerio de Cultura.

### Reconstrucción en Surco

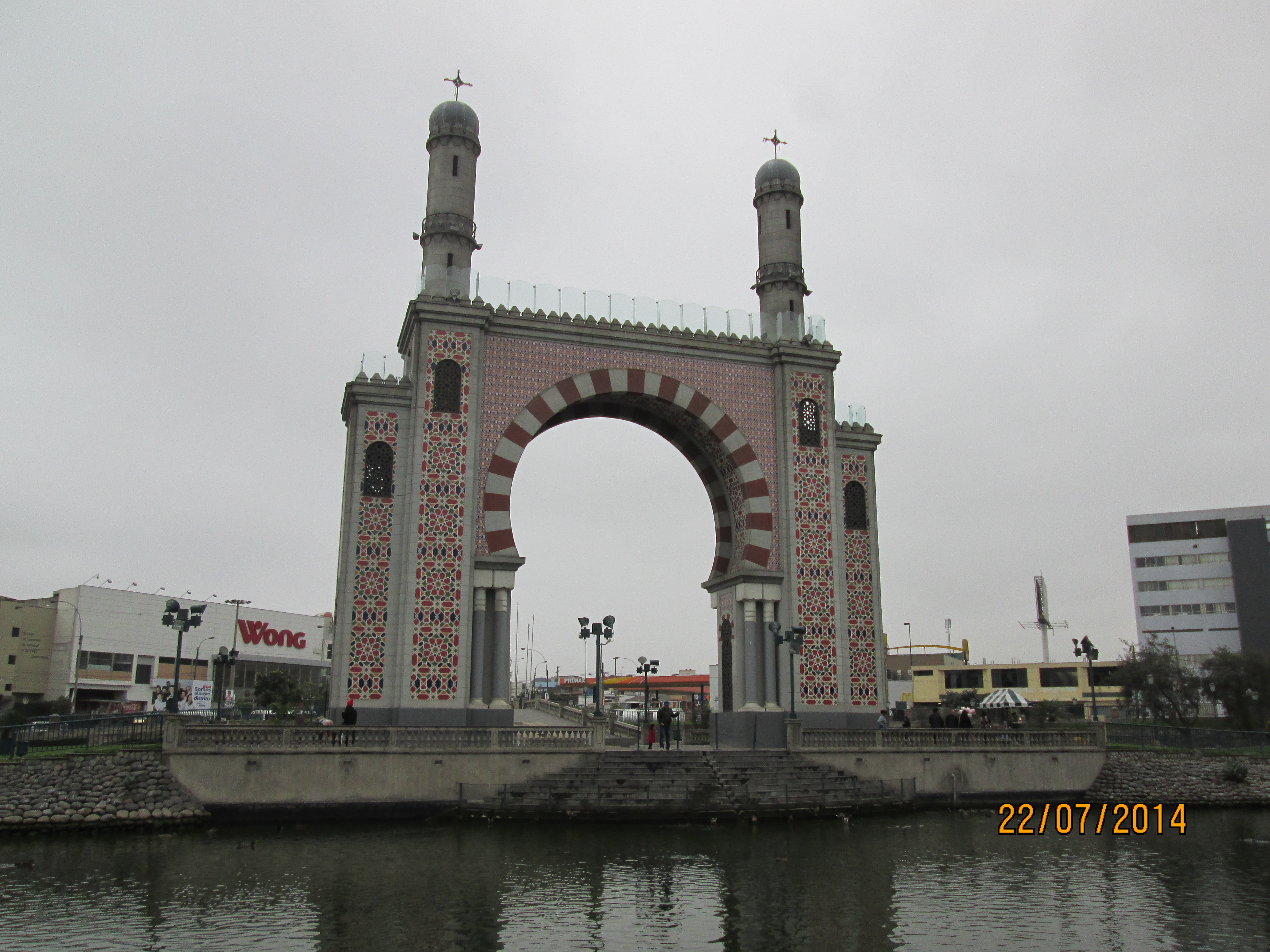
El Arco Morisco reconstruido en 2001 en el Parque de la Amistad de Santiago de Surco

El político limeño Carlos Dargent realizó sendas iniciativas para su reconstrucción en el emplazamiento original en la avenida Arequipa (anteriormente Leguía) cuando era regidor de la Municipalidad de Lima. Al ser rechazada su moción, reubicó su propuesta a la salida de la Vía Expresa, luego en el óvalo Higuereta. Le ofrecieron reinstalarlo en la avenida Argentina, pero consideró que no era una buena opción. Años más tarde, siendo alcalde del distrito de Santiago de Surco, pudo llevar a cabo la obra, con la financiación de diversas empresas españolas.
El 25 de septiembre de 2001, el alcalde Dargent y la colonia española con la presencia de los Reyes de España, inauguraron el nuevo Arco de la Amistad, copia fiel de su predecesor, ubicado en el Parque de la Amistad María Graña Ottone, en la intersección de las avenidas Alfredo Benavides y Caminos del Inca.